# Nisse Andersson
Nils Andersson (28 agosto 1941) è un ex calciatore e allenatore di calcio svedese.

## Carriera

### Calciatore
Gioca per tutta la carriera nel Djurgården e riesce a guadagnarsi una convocazione nell'allora nazionale svedese under-23.

### Allenatore
Dal 1983 al 2001 ricopre il ruolo di selezionatore di varie nazionali giovanili svedesi; in particolare, dal 1987 al 1990, allenò l'under-21. Tornò a ricoprire questo ruolo nel 1992 in occasione dell'Europeo di categoria dove la Svezia raggiunse la finale poi persa contro l'Italia ed in seguito guida la nazionale olimpica nel corso dei Giochi olimpici di Barcellona. Inoltre allenò l'AIK (per un breve periodo nel 1987) e la nazionale maggiore svedese (per un breve periodo nel 1990).